# 闇バイト
闇バイト（やみバイト、英: shady job）は、匿名・流動型犯罪グループ（トクリュウ）による強盗の実行役や支援役、その募集のこと。警察や自治体では「犯罪実行者募集情報」と称している。
一般のアルバイトに偽装してSNSで募集する、秘匿性の高い通信アプリで連絡する、個人情報を提出させ抜けられないようにするなどの特徴がある。

## 概要
闇バイトを募集する匿名・流動型犯罪グループ等の犯罪グループは知人などによる勧誘、X（旧Twitter）やInstagramなどのSNS、インターネット掲示板、求人サイトなどで「高収入」「高額報酬」「高額バイト」「簡単な仕事」「ホワイト案件」といった文句で仕事が募集されている。
募集主たちは、候補者リストに使える「お金配り垢」を作成するなどし、ニュースや行政機関から注意喚起がされている中でも引っかかるような人々を見分けて集め、インスタントメッセンジャーのTelegram（テレグラム）やSignal（シグナル）などの匿名通信アプリで指示を出している。
当初は犯罪行為という詳細な中身を伏せた上で「高額な報酬」をうたい、やり取りの過程で途中から犯罪グループは「捕まることはない」と誘う。また、詳細を知らせる前に「アルバイトの登録に必要」などとして保険証や運転免許証などの身分証明書の写真を要求することがある。こうして犯行グループは応募者の個人情報を把握した上で、仕事を拒否しようとした応募者に「自宅に押し掛ける」「家族を全員殺す」などと脅迫し犯罪行為から逃れられないようにする。「甘い言葉」に騙されて実行させられる者がいる一方で、実行前に犯罪行為の委託だと知らされた上でも脅されたり軽薄無知（境界知能）ゆえに実行するケースも少なくない。
実行犯は未成年や若者が多いが、高齢者もいる。2023年に特殊詐欺の受け子として検挙された2373人のうち、4割にあたる991人がSNSの募集から参加し、3割の763人が知人による紹介から詐欺に関わったと供述した。
闇バイトの内容は以下のようなものがある。
- 違法薬物（麻薬、覚醒剤、危険ドラッグ）や銃器などの密輸の荷受け役・運び屋（英語版）[21]
- 強盗・窃盗などの実行犯、現場への運転手役[22]
- パチンコ・パチスロの打ち子
- 銀行口座やモバイル端末（携帯電話・スマートフォン・タブレット・モバイルWi-Fiルーターなど）の譲渡・売買・乗っ取り（SIMスワップ詐欺）
- 出会い系サイトなどのサクラ
- 特殊詐欺（オレオレ詐欺や架空請求詐欺など）の「受け子」「出し子」（現金やキャッシュカードの受け取り役、引き出し役）
- 公共施設への不審物設置[23]

防犯カメラやNシステムに映ることで証拠が残ってしまう「捕まりやすい下っ端」の役割をインターネット上（TwitterやInstagramなどのSNS）で募集しているが、犯罪集団は警察の捜査が及ばないように犯罪計画の詳細を実行犯に伝えなかったり実行後の報酬を渡さなかったりするため、実行犯は「使い捨て」「トカゲのしっぽ」となっているのが特徴である。
2023年には、警察庁によって闇バイトの参加者を募集する広告がindeedやエンゲージといった大手求人サイトのほか、ジモティーといった大手掲示板サイトにも掲載されていることが明らかになり、警察庁や厚生労働省、サイトの運営会社が対策に乗り出している。
闇バイト側へ個人情報を提出してしまった後でも、警察へ連絡すれば応募後でも、実行前ならば警察官職務執行法4条による保護、実行後でも自首ならば罪が減刑される。

## 募集例
基本的に闇バイトでは、特殊詐欺の受け子や出し子・掛け子、違法薬物や密輸品などの運搬や受け渡し役、犯罪に用いる携帯電話や銀行口座の契約者、出会い系サイトなどのサクラ、強盗などの実行犯役などを実態を隠す形で募集している。
闇バイトの見分け方としては、次のようなものが挙げられている。
- 短時間で仕事内容の割に条件が良すぎる（「日給10万円」など）
- 仕事内容が曖昧（「運ぶだけ」「渡すだけ」「話すだけ」「ハンドキャリー」「回収」などと称している）[7]
- 連絡手段として、TelegramやSignalなど通信内容の秘匿性が高い通信アプリを使うよう指示される

正規のバイト求人から「詳しいことは現場に来て説明する」などと闇バイトと疑われる勧誘なども見られるほか、メールオペレーターという正規求人から、実情は虚偽メッセージを送る特殊詐欺の「打ち子」の募集となるケースも見られる。
2022年夏から、求人サイトのインディード、エンゲージ、掲示板サイトのジモティーなどでの活動が目立ち始め、ダミー会社の名前を用いるなどして掲載する際の審査をパスしていた。
求人サービスのディップが2023年12月に高校生250人に対し闇バイトの募集がどちらか選ばせるクイズを3問出したが、8割（23％）が見抜けない結果となった。
2025年にはオンラインゲームで知り合った17歳の男子高校生を勧誘し、タイを経由してミャンマーでかけ子として働かせていたことがタイ警察によって発覚するなど、手口が巧妙化している。

## 対応
2024年10月18日に警察庁の生活安全企画課が「闇バイトと判明した場合は警察に相談する、警察が本人や家族を確実に保護する」旨の動画をXに投稿した。
関わってしまった場合の相談先として、電話による警察相談用の短縮番号＃9110や警察署へ直接相談するなどがある。
弁護士ドットコムによると、警察官職務執行法4条に「対象者の生命身体に危険が生じる危険な事態が生じた場合にはこれを避けるために対象者を避難させることができる」とあることから、相談者や家族の警備強化や避難場所の提供などが考えられるとしている。
自首によって減刑もありえるが、強盗などは重い刑罰となるため、専門家たちはできるだけ実行前に自首することを勧めている。
警察の強盗の検挙率は毎年ほぼ9割で、証拠を残しやすい素人犯行では絶対に捕まると考えてよい。指示役なども職業安定法違反により逮捕される。
組織の内部に潜入するため、捜査員が偽造した身分証を行使する「仮装身分捜査（身分秘匿捜査）」の導入も検討されている。
2024年12月、政府では闇バイトの求人を防止するため、職業安定法に基づき求人側の名称・連絡先・業務内容・就業場所を明示しない募集を違法とし、事業者に事前審査の厳格化を要請する方針とした。また連絡に使われる匿名の通信アプリは海外の事業者が運営し情報照会に時間がかかっているため、日本の窓口の設置を働きかける予定。

## 闇バイトの一覧
- ルフィ広域強盗事件 - 大規模な凶悪犯罪によって、闇バイトを一躍有名にした事件。実行犯は闇バイトへ募集した者であった。
- 首都圏連続強盗事件